# Église Saint-Pierre-et-Saint-Jean-Baptiste de Berchtesgaden
L'église Saint-Pierre-et-Saint-Jean-Baptiste de Berchtesgaden est une église catholique située dans la ville de Berchtesgaden en Allemagne.
Elle fait partie du château royal de Berchtesgaden.

## Historique
La construction a commencée au Moyen Âge au début du XIIe siècle. 
Un nouveau chœur surélevé a été achevé en 1303.
L'aspect actuel de l'église date du XIXe siècle quand l'édifice a été en partie reconstruit, notamment les tours construites dans un style néo-roman de 1856 à 1864 sous la direction de Heinrich Hübsch (de). Elles avaient précédemment été détruites par la foudre.

## Dimensions
Les dimensions de l'édifice sont les suivantes :

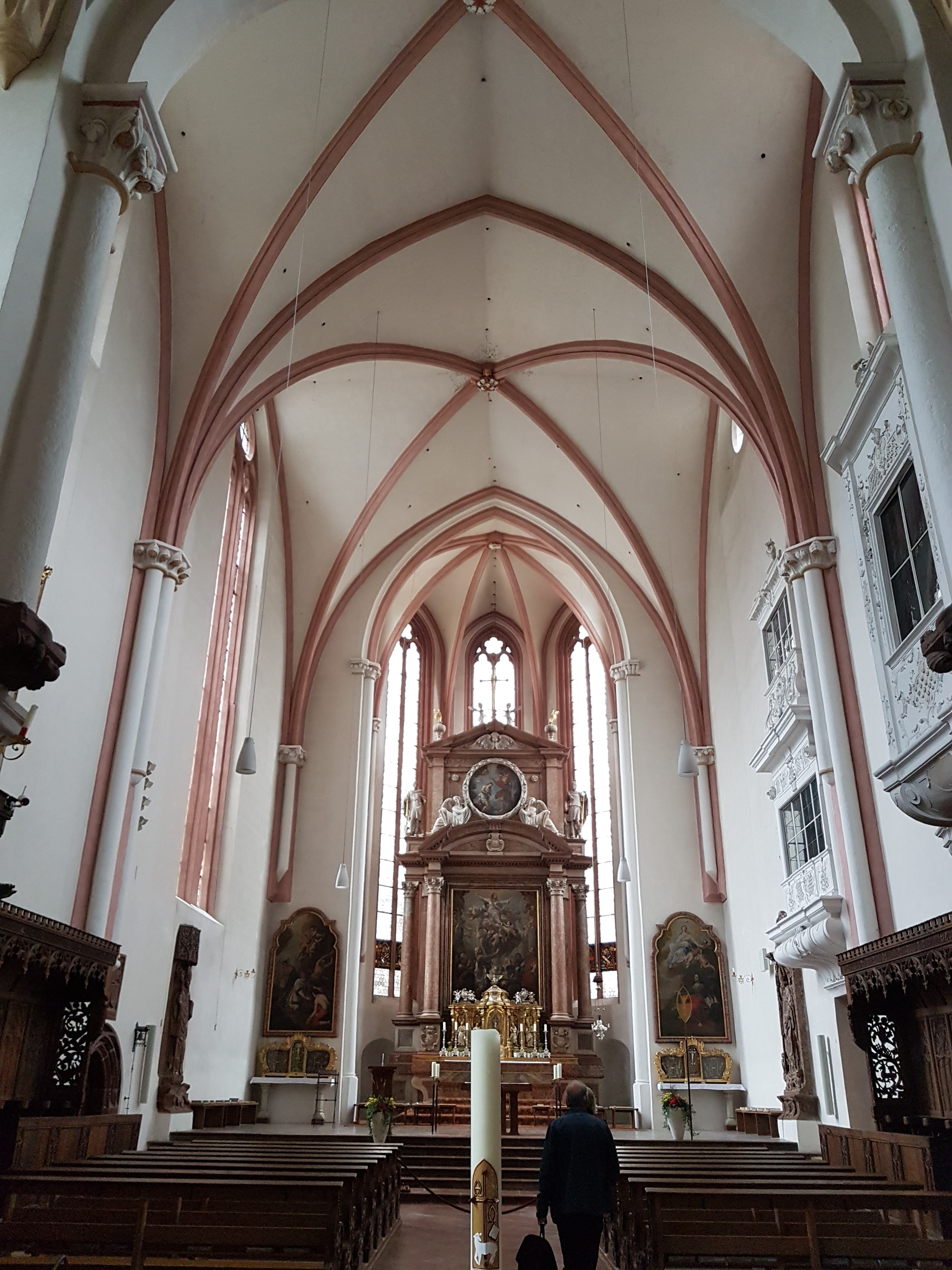
Intérieur de l'église.

- Hauteur intérieure : 24 m
- Longueur totale : 65 m
- Hauteur des tours : 44 m
- Largeur de la voûte ; 14 m
- Places assises ; 350